# Gripsholmsföreningen
Gripsholmsföreningen är beteckningen på två olika föreningar som på olika sätt har verkat för att främja Gripsholms slott vid Mariefred i Södermanland.

## Första Gripsholmsföreningen
Den första Gripsholmsföreningen grundades i januari 1889, med syftet att stödja arbetet med en restaurering av slottet. Föreningen var därefter en drivande kraft bakom den renovering och ombyggnad av Gripsholms slott som pågick under 1890-talet, under ledning av arkitekten Fredrik Lilljekvist och med ekonomiskt stöd av kung Oscar II.
Föreningen upplöstes år 1903, då Lilljekvists arbete hade avslutats.

## Andra Gripsholmsföreningen
Inför slottets 400-årsjubileum år 1937 bildades Föreningen för Gripsholmsjubiléet 1937, som bland annat hade uppgiften att "förbereda och verkställa firandet av 400-årsminnet av Wasaborgens grundläggning sommaren 1537 samt förbereda och organisera en sammanslutning för främjande av Gripsholms och dess samlingars utveckling och förkovran".
Efter jubileumsfestligheterna, som ägde rum vid midsommartid 1937, levde denna andra Gripsholmsförening vidare med uppgiften att "främja Gripsholms Slott och dess samlingars fortbestånd och förkovran. Dessutom skall föreningen genom publikationer och på annat sätt, sprida och fördjupa intresset för slottet".
Föreningen bidrar till utvecklingen av Statens porträttsamling, som finns på Gripsholm, genom att regelbundet bekosta hedersporträtt av framstående svenskar.